# 4188 Kitezh
A 4188 Kitezh (ideiglenes jelöléssel 1979 HX4) a Naprendszer kisbolygóövében található aszteroida. Nyikolaj Sztyepanovics Csernih fedezte fel 1979. április 25-én.